# Lista över katastrofer efter antalet döda svenskar
Detta är en lista över katastrofer efter antalet döda svenskar. Listan är ej fullständig.

## Bränder
| Antal döda svenskar | Namn                               | Datum      | Plats                        | Beskrivning | Referens    |
| ------------------- | ---------------------------------- | ---------- | ---------------------------- | --- | ----------- |
| 63                  | Diskoteksbranden i Göteborg        | 1998-10-30 | Backaplan, Göteborg, Sverige | 63 personer omkom och omkring 214 skadades efter en mordbrand i Makedoniska föreningens lokal på Backaplan i Göteborg. Nära 400 ungdomar befann sig i lokalen som var godkänd för 150 personer. Fyra unga iranier antände stolar i byggnaden efter att ha nekats gratis inträde. | [ 1 ]       |
| 44–46               | Branden i Vulcans tändsticksfabrik | 1875-02-18 | Tidaholm, Sverige            | Tändsticksfabriken i Tidaholm fattar eld där 44 eller 46 personer anges ha omkommit; nästan alla flickor mellan 18 och 20 år. | [ 2 ] [ 3 ] |
| 22                  | Branden i Börstils fattighus       | 1882-05-31 | Börstils församling, Sverige | Natten till den 31 maj 1882 blev fattighuset i Börstils socken utanför Östhammar träffat av blixten och byggnaden antändes. 22 personer brann inne. | [ 4 ]       |
| 20                  | Branden på stadshotellet i Borås   | 1978-06-10 | Borås, Sverige               | Stadshotellet började brinna under en examensfest. 20 människor miste livet i branden och ett 50-tal skadas. | [ 5 ]       |
| 20                  | Branden på Restaurang Oscar        | 1972-09-23 | Rhodos, Grekland             | 32 skandinaver, varav 20 svenska turister, bränns inne vid en restaurangbrand. | [ 5 ] [ 6 ] |
| 17                  | Branden på Hotel Polen             | 1977-05-09 | Amsterdam, Nederländerna     | 17 svenskar dog i en brand på Hotel Polen. Ytterligare 18 människor omkom. | [ 5 ]       |
| 12                  | Branden i Svärdsjö                 | 1932-02-29 | Svärdsjö, Sverige            | Tolv åldringar omkommer i en brand på ett ålderdomshem i Svärdsjö. | [ 7 ]       |
| 11                  | Branden på Rödebyholms barnhem     | 1944-03-27 | Rödeby, Sverige              | Rödebyholms barnhem eldhärjades och elva av barnen i åldrarna tre-åtta år innebrändes. | [ 8 ]       |

## Explosioner
| Antal döda svenskar | Namn                             | Datum      | Plats                      | Beskrivning | Referens |
| ------------------- | -------------------------------- | ---------- | -------------------------- | --- | -------- |
| 33                  | Horsfjärdskatastrofen            | 1941-09-17 | Horsfjärden, Sverige       | Kraftig explosion som inträffade i Horsfjärden där jagarna Klas Uggla, Klas Horn och Göteborg förstördes. | [ 9 ]    |
| 19                  | Krutolyckan på Vaxholms fästning | 1887-08-11 | Vaxholms fästning, Sverige | I samband med kruthantering inträffade en stor explosion som dödade 19 artillerister. | [ 10 ]   |
| 14                  | Palovaaraolyckan                 | 1944-07-03 | Palovaara, Sverige         | Fjorton värnpliktiga i militär beredskap omkom när stridsvagnsminor exploderade vid Palovaara, strax väster om Haparanda. | [ 11 ]   |
| 11                  | Explosionen i Björkborn          | 1940-12-17 | Björkborn, Sverige         | En explosion skedde vid AB Bofors Nobelkrut i Björkborn, Karlskoga kommun efter en brand startat i trotylgjuteriet. 11 personer omkom och omkring 100 byggnader totalförstördes och lika många skadades inom ett område av cirka 15 hektar. | [ 12 ]   |

## Sjöolyckor
Denna lista är mycket ofullständig. Nätsidan Wreck Site listar mer än 140 sjöolyckor med svenska fartyg och med dödlig utgång. Vid cirka 70 av dessa omkom 10 eller fler personer. Det är emellertid inte möjligt att avgöra hur många av de omkomna som var svenskar. Inte heller Wreck Sites lista kan göra anspråk på att vara fullständig.
| Antal döda svenskar | Namn                                 | Datum         | Plats                          | Beskrivning | Referens             |
| ------------------- | ------------------------------------ | ------------- | ------------------------------ | --- | -------------------- |
| 810                 | Regalskeppet Kronan                  | 1676-06-01    | Ölands södra udde, Sverige     | Sänktes under slaget vid Ölands södra udde. Förlisningen orsakades av att skeppet kantrade i en alltför tvär gir. Under kantringen antändes krutförrådet varmed huvuddelen av fören sprängdes bort på styrbordssidan.                                                                                                |                      |
| 700                 | Regalskeppet Svärdet                 | 1676-06-01    | Ölands södra udde, Sverige     | Sänktes under slaget vid Ölands södra udde efter att ha antänts av en holländsk brännare. | [ 14 ]               |
| 501                 | Estoniakatastrofen                   | 1994-09-28    | Östersjön                      | Bil- och passagerarfärjan M/S Estonia gick under i hårt väder under sin färd från Tallinn till Stockholm med 989 personer ombord, varav 852 förolyckades. Av 552 svenskar ombord omkom 501. | [ 15 ]               |
| 500                 | Förlisningen av Mars                 | 1564-05-31    | Ölands norra udde, Sverige     | Sänktes under första slaget vid Ölands norra udde efter krutförrådet antänts. Totalt 800 man, varav 300 ur fiendebesättningar som äntrat Mars, dog i den efterföljande explosionen. | [ 16 ]               |
| 117                 | Förlisningen av Carlskrona           | 1846-04-30    | Västindien                     | Korvetten Carlskrona förliste i Västindien och 117 man omkom. | [ 17 ]               |
| 89                  | RMS Titanic                          | 1912-04-15    | Atlanten                       | Oceanångaren Titanic gick på sin jungfruresa från Southampton, England på väg mot New York, USA, på ett isberg och skadade sitt skrov så olyckligt att hon på knappa tre timmar sjönk varvid 1 517 personer omkom. 123 svenskar var ombord – 89 av dem omkom i katastrofen.                                          | [ 18 ]               |
| 84                  | Hansakatastrofen                     | 1944-11-24    | Östersjön                      | Passagerarbåten S/S Hansa träffades av en rysk torped och sjönk cirka 44 kilometer norr om Visby. Av de 86 ombordvarande omkom 84. | [ 19 ] [ 20 ]        |
| 52                  | Första Ålesundsolyckan               | 1868-02-19    | Ålesund, Norge                 | Fem bankfiskefartyg från Sotenäset i mellersta Bohuslän förliste då de överraskades av orkanvindar på banken Storeggen utanför Ålesund. | [ 21 ] [ 22 ] [ 23 ] |
| 46                  | Armasjärviolyckan                    | 1940-10-24    | Armasjärvi, Sverige            | Olyckan inträffade under beredskapstiden på sjön Armasjärvi då en färja förliste och 46 män förolyckades. | [ 24 ]               |
| 33                  | Ulvenkatastrofen                     | 1943-04-16    | Västkusten, Sverige            | Ubåten Ulven gick, under ett övningsuppdrag, på en tysk mina utanför Göteborg och 33 män omkom. | [ 25 ]               |
| 30                  | Regalskeppet Vasa                    | 1628-08-10    | Beckholmen, Stockholm, Sverige | Skeppet Vasa sjönk på sin jungfruresa då det kantrat efter några vindpustar. Vattnet började forsa in genom de öppna kanonluckorna och skeppet sjönk. Minst 30 man omkom men dödssiffran kan vara så hög som 50. | [ 26 ]               |
| 26                  | Kantringen av Göta Elf               | 1908-04-15    | Göteborgs hamn, Sverige        | Ångfartyget Göta Elf kantrade vid Lilla Bommens hamn nästan omedelbart efter att ha kastat loss från kajen. Fartyget var fellastat med all last på däck och i det närmaste tomt lastrum. De omkomna var i huvudsak passagerare boende i Götaälvdalen. Olyckan förde till skärpta bestämmelser om fartygs stabilitet. | [ 27 ]               |
| 25                  | Sjöolyckan vid Stora Hammarsundet    | 1828-04-28    | Stora Hammarsundet, Sverige    | En tungt lastad färja avgick på hemväg från den traditionella vårmarknaden i Askersund. När färjan kommit halvvägs brast linan och en oxe föll i vattnet. Flera människor skyndade till för att försöka dra upp djuret. Snedbelastningen gjorde att färjan kantrade och sjönk. 25 personer drunknade.                | [ 28 ]               |
| 24                  | Förlisningen av Per Brahe            | 1918-11-19/20 | Vättern, Sverige               | Passagerarfartyget Per Brahe förliste i storm på Vättern utanför Hästholmen, förmodligen förorsakat av att lasten förskjutit sig. Alla ombord omkom, däribland konstnären John Bauer med familj. | [ 29 ]               |
| 22                  | Förlisningen av Aspö                 | 1953-02-02    | Nordsjön                       | Under en stormflod i Nordsjön rapporterades Stockholmsfartyget Aspö som saknad den 2 februari 1953 efter ha fått däckslasten spolad överbord och läcka i förskeppet. Aspö försvann sedan spårlöst med 22 mans besättning.                                                                                            | [ 30 ]               |
| 21                  | Förlisningen av Gerd                 | 1935-11-02    | Kattegatt, vid Læsø            | Sveabolagets ångfartyg Gerd kolliderade med åländska barkskeppet Lingard, varvid hela besättningen ombord på Gerd omkom. | [ 31 ]               |
| 20                  | Andra Ålesundsolyckan                | 1868-06-15    | Ålesund, Norge                 | Två bankfiskefartyg från Bohuslän förliste på banken Storeggen utanför Ålesund. | [ 21 ] [ 22 ] [ 23 ] |
| 17                  | Förlisningen av Nedjan av Simrishamn | 1954-01-19    | Eggegrund                      | Ångfartyget Nedjan av Simrishamn förliste dem 19 januari 1954 i trakten av Eggegrund, varvid 17 man följde fartyget i djupet. | [ 17 ]               |
| 15                  | Ydalekatastrofen                     | 1896-08-22    | Varpen, Sverige                | Ångbåten Ydale sjönk på sjön Varpen i Bollnäs kommun. 13 barn och två vuxna drunknade. | [ 32 ]               |
| 15                  | Förlisningen av Ormen Friske         | 1950-06-22    | Tyska bukten, vid Helgoland    | Vikingaskeppet Ormen Friske, en modern kopia av Gokstadskeppet förliste i storm midsommaren 1950. Alla ombord omkom. | [ 33 ]               |
| 15                  | Förlisningen av Höken                | 1956-12-17    | Östersjön                      | Göteborgsfartyget Höken försvann, möjligen efter minsprängning, under resa från Klaipėda, Litauen till Gävle. Fartyget hade 15 mans besättning. | [ 17 ]               |
| 14                  | Ormsjöolyckan                        | 1936-05-12    | Dorotea kommun, Sverige        | I samband med flottning av timmer kapsejsade en överlastad motorbåt i det kalla vattnet och 14 människor drunknade. | [ 34 ]               |
| 11                  | Förlisningen av Freja af Fryken      | 1896-07-23    | Bössviken, Sverige             | Båten Freja af Fryken sjunker i Fryken vid Bössviken, Östra Ämtervik. Elva personer drunknade. | [ 35 ]               |
| 11                  | Förlisningen av Barbara              | 1950-08-29    | Böttö, Sverige                 | Bogserbåten Barbara slog hon runt och förliste i hårt väder utanför vid ett grund kallat Kocken vid Böttö i Göteborgs skärgård. 11 personer omkom. | [ 36 ]               |
| 11                  | Förlisningen av Rossö                | 1952-03-08    | Skottland                      | Härnösandångaren Rossö förliste vid skotska kusten med en besättning på 22 man av vilka 11 var svenskar. | [ 17 ]               |

## Flygolyckor
| Antal döda svenskar | Namn                        | Datum      | Plats                                          | Beskrivning | Referens      |
| ------------------- | --------------------------- | ---------- | ---------------------------------------------- | --- | ------------- |
| 31                  | Flygolyckan i Ängelholm     | 1964-11-20 | Ängelholm, Sverige                             | 31 personer omkom när ett tvåmotorigt inrikesplan av typ Metropolitan var på väg från Bromma till Halmstad och Ängelholm störtade under inflygning till Ängelholm. | [ 37 ]        |
| 22                  | Flygolyckan i Kälvesta      | 1977-01-15 | Kälvesta, Stockholm, Sverige                   | Strax efter klockan nio på lördagsmorgonen havererade en Vickers Viscount på en parkeringsplats vid Ängsullsvägen i Kälvesta i västra Stockholm under en inflygning till Bromma flygplats. 22 personer omkom, bland dem bordtennisvärldsmästaren Hans Alsér. Orsaken till olyckan visade sig vara isbildning på stabilisatorn. | [ 38 ]        |
| 22                  | Avianca Flight 011          | 1983-11-27 | Madrid, Spanien                                | Tidigt på morgonen söndagen den 27 november 1983 störtade en jumbojet Boeing 747 under inflygning till Madrids flygplats. Ombord fanns 192 personer. 11 personer överlevde kraschen. Bland de omkomna fanns 27 skandinaver, därav 22 svenskar. De flesta skandinaviska medborgarna var yngre människor på väg till Sydamerika för att hämta hem adopterade barn. | [ 39 ]        |
| 21                  | Salerno-olyckan             | 1947-11-18 | Monte Carro-berget, väster om Salerno, Italien | Ett transportplan av typ Bristol 170 Freighter hade chartrats av svenska flygvapnet for att transportera hem 21 flygofficerare och flygtekniker, som hade levererat bombplan som sålts till den etiopiska staten. På en etapp från Catania till Rom kom planet av okänd anledning ur kurs och kraschade mot berget Monte Carro. Ombord fanns förutom de 21 passagerarna 3 medlemmar av besättningen. Vid olyckan omkom 21 personer, medräknat en som överlevde nedslaget men som dog senare av skadorna.        | [ 41 ]        |
| 20                  | Sterling Airways Flight 296 | 1972-03-14 | Kalba, Förenade Arabemiraten                   | En chartrad Sud Aviation Caravelle havererade under en flygning från Colombo till Köpenhamn i Danmark med en mellanlandning i Dubai. Efter två timmars flygresa havererade planet i en bergrygg på cirka 550 meters höjd. Samtliga 112 ombord omkom, varav 20 svenskar. | [ 42 ] [ 43 ] |
| 20                  | Linateolyckan               | 2001-10-08 | Milano-Linate flygplats, Italien               | SAS McDonnell Douglas MD-87 skulle starta från Linateflygplatsen i Milano till Köpenhamn. Ombord fanns 104 passagerare och sex besättningsmedlemmar. Ett tyskregistrerat affärsjetflygplan Cessna Citation II med fyra personer ombord skulle samtidigt taxa ut på bana R5, men hamnade i dimman på bana R6 vilken ledde dem in på startbanan där kollisionen inträffade. Samtliga 114 ombord, varav 20 svenskar, omkom tillsammans med fyra personer i en bagagehanteringsbyggnad som träffades av SAS-planet. | [ 44 ]        |
| 16                  | Flygolyckan vid Northwood   | 1948-07-04 | Northolts flygplats, London                    | Ett svenskt passagerarflygplan, en DC 6.a vid namn Agnar Viking från ABA Aerotransport, krockar med ett RAF plan, en Avro York, utanför Northwood. Samtliga ombordvarande på de båda planen omkommer, däribland 16 svenskar varav 7 svenska besättningsmän. | [ 45 ]        |
| 16                  | Flygolyckan i Oskarshamn    | 1989-05-08 | Oskarshamn, Sverige                            | 16 personer, däribland flera riksdagsmän, omkom när ett inrikesflyg havererade strax före landning. | [ 46 ]        |
| 13                  | Flygolyckan vid Hållö       | 1943-10-22 | Hållö, Sverige                                 | 13 personer dödades när svenska Aerotransports DC-3:a "Gripen" sköts ner av tyskt jaktflyg vid Hållö utanför bohuslänska kusten. | [ 47 ]        |

## Järnvägsolyckor
| Antal döda svenskar | Namn                                | Datum      | Plats                          | Beskrivning | Referens |
| ------------------- | ----------------------------------- | ---------- | ------------------------------ | --- | -------- |
| 41                  | Järnvägsolyckan i Getå              | 1918-10-01 | Getå, Sverige                  | Kvällen den 1 oktober 1918 rasade hela järnvägsbanken i Getå för snälltåg 442 som kom från Malmö. Detta då regn hade underminerat marken. Minst 42 personer omkom (man vet inte antalet säkert på grund av den häftiga branden) och lika många blev allvarligt skadade.                           | [ 48 ]   |
| 22                  | Järnvägsolyckan i Malmslätt         | 1912-06-16 | Malmslätt, Sverige             | 22 döda och 12 skadade sedan ett snälltåg ränt in i ett stillastående persontåg. | [ 49 ]   |
| 20                  | Järnvägsolyckan i Ställdalen        | 1956-01-13 | Ställdalen, Sverige            | 20 döda sedan ett motorvagnståg kolliderat med ett malmtåg. | [ 49 ]   |
| 16                  | Järnvägsolyckan i Lenninge          | 1928-06-22 | Länninge, Sverige              | Ett persontåg kolliderade med ett lok i Länninge, fyra kilometer söder om Bollnäs. 16 omkom och 50 skadades. | [ 50 ]   |
| 16                  | Järnvägsolyckan i Akkavare          | 1956-03-28 | Akkavare, Sverige              | En rälsbuss kolliderade med ett godståg. 16 personer omkom och 10 skadades. | [ 51 ]   |
| 15                  | Järnvägsolyckan i Raus              | 1976-06-28 | Raus, Sverige                  | 15 döda och två allvarligt skadade sedan ett motorvagnståg kolliderat med ett godståg vid Raus strax söder om Helsingborgs godsbangård. | [ 49 ]   |
| 14                  | Järnvägsolyckan i Edsvalla          | 1947-10-14 | Edsvalla, Sverige              | Ett persontåg i drygt 90 km i timmen kolliderade med en buss vid en järnvägskorsning. 14 personer i åldern 16–28 år omkom och sju personer skadades. | [ 52 ]   |
| 14                  | Järnvägsolyckan i Sya-Mjölby        | 1975-03-31 | Sya-Mjölby, Sverige            | 14 döda och 29 skadade sedan en Volkswagen kört in i andra vagnen i expresståg 105. Nio vagnar spårade ur. Ljud- och ljussignaler var i funktion vid olyckan. | [ 49 ]   |
| 13                  | Spårvagnsolyckan i Göteborg         | 1992-03-12 | Vasaplatsen, Göteborg, Sverige | En strömlös spårvagn med släp rullade baklänges nerför Aschebergsgatan utan att kunna bromsa. Efter att ha rullat 1 400 meter, och kommit upp i cirka 100 kilometer i timmen, spårade den ur på Vasaplatsen och rammade de väntande personerna vid en hållplats. 13 personer dog och 29 skadades. | [ 53 ]   |
| 11                  | Järnvägsolyckan i Holmsveden        | 1917-02-16 | Holmsveden, Sverige            | 11 döda och 40 skadade sedan ett persontåg på grund av en fellagd växel ränt in i ett pumphus. | [ 49 ]   |
| 11                  | Järnvägsolyckan i Kinstaby          | 1951-01-22 | Kinstaby, Sverige              | 11 döda och två skadade vid krock mellan rälsbuss och persontåg i Kinstaby utanför Söderhamn. | [ 54 ]   |
| 11                  | Järnvägsolyckan vid Hinsnoret-Ornäs | 1980-06-02 | Hinsnoret-Ornäs, Sverige       | 11 döda och 61 skadade sedan två tåg kolliderat. | [ 49 ]   |
| 9                   | Järnvägsolyckan i Lerum             | 1987-11-16 | Lerum, Sverige                 | 9 döda och mer än 120 skadade vid frontalkrock mellan två Rc4-dragna persontåg. Tåget mot Göteborg körde in på spåret avsett för trafik i motsatt riktning på grund av en felkopplad växel efter ett banarbete.                                                                                   | [ 55 ]   |
| 9                   | Järnvägsolyckan i Lagerlunda        | 1875-11-15 | Lagerlunda, Sverige            | 9 döda, 3 allvarligt skadade och ett stort antal lindrigt skadade när två nattåg frontalkrockade. Det norrgående tåget följde inte stationsinspektorens anvisningar om att stanna i Bankeberg. | [ 56 ]   |

## Mord/Avrättningar
| Antal döda svenskar | Namn                          | Datum         | Plats                     | Beskrivning | Referens |
| ------------------- | ----------------------------- | ------------- | ------------------------- | --- | -------- |
| ca 100              | Stockholms blodbad            | 1520-11-08/09 | Stockholm, Sverige        | Uppskattningsvis 82 svenskar avrättas på Stortorget i stadsdelen Gamla stan i samband med Kristian II:s kröning till svensk kung 1520.                                         | [ 57 ]   |
| 71                  | Häxprocessen i Torsåker       | 1675-06-01    | Torsåkers socken, Sverige | 71 kvinnor, män och barn döms för häxeri och avrättas genom att halshuggas och brännas på bål i Torsåkers socken, Ångermanland.                                                |          |
| 70                  | Käpplingemorden               | 1392-06-17    | Käpplingen, Sverige       | Sjuttio svenskar spärrades in i en ladugård varefter byggnaden stacks i brand.                                                                                                 | [ 58 ]   |
| 24                  | Morden på Malmö Östra sjukhus | 1978-1979     | Malmö, Sverige            | En 18-årig beredskapsarbetare giftmördar åldringar på Malmö Östra Sjukhus med de frätande rengöringsmedlen Gevisol och Ivisol. Totalt drabbades 27 patienter, av vilka 24 dog. | [ 59 ]   |
| 11                  | Skolskjutningen i Örebro      | 2025-02-04    | Örebro, Sverige           | En gärningsman i 35-årsåldern, som själv hör till de döda, dödade 11 personer och skadade ytterligare 15 vid en skjutning på komvuxskolan Campus Risbergska.                   | [ 60 ]   |
| 7                   | Dåden vid Nydala kloster      | 1521          | Nydala, Sverige           | På väg till Köpenhamn efter kröningen i Stockholm lät Kristian II gripa och dränka en abbott och ytterligare sex klosterbröder vid Nydala kloster.                             | [ 61 ]   |
| 7                   | Massmordet i Falun            | 1994-06-11    | Falun, Sverige            | Underofficeren Mattias Flink skjuter ihjäl sju personer och skadar ytterligare tre.                                                                                            | [ 62 ]   |
| 4                   | Stureplansmorden              | 1994-12-04    | Stockholm, Sverige        | Tommy Zethraeus öppnar eld med en automatkarbin efter att ha blivit nekad inträde till Sturecompagniet. 4 personer dödades och 21 skadades.                                    | [ 63 ]   |
| 4                   | Skolattacken i Trollhättan    | 2015-10-22    | Trollhättan, Sverige      | 21-årige Anton Lundin Pettersson dödar tre personer och skadar ytterligare två med svärd och kniv på grundskolan Kronan. Senare skjuts gärningsmannen själv av polis.          | [ 64 ]   |
| 3                   | Terrordådet på Drottninggatan | 2017-04-07    | Stockholm, Sverige        | Rakhmat Akilov mejar ner människor med lastbil på gågatan Drottninggatan. Fem personer dör till följd av dådet, varav tre svenskar.                                            | [ 65 ]   |

## Naturkatastrofer
| Antal döda svenskar | Namn                     | Datum         | Plats                          | Beskrivning | Referens      |
| ------------------- | ------------------------ | ------------- | ------------------------------ | --- | ------------- |
| 543                 | Tsunamikatastrofen       | 2004-12-26    | Indiska oceanen                | En jordbävning som ägde rum under Indiska oceanen och uppmätte till 9,3 på richterskalan orsakade en enorm flodvåg (tsunami) som ödelade stora områden längs den sydostasiatiska kusten.                                                   | [ 66 ]        |
| >100                | Yrväderstisdagen         | 1850-01-29    | Götaland och Svealand, Sverige | Ett plötsligt och mycket intensivt snöoväder krävde uppskattningsvis ett hundratal dödsoffer i främst nordöstra Götaland och östra Svealand.                                                                                               | [ 67 ]        |
| 85                  | Jordfallet vid Åkerström | 1648-10-06    | Intagan, Sverige               | 27 hektar lera gled ut i Göta älv vid Intagan, söder om dagens Trollhättan. Älven dämdes upp och vattenytan steg tio meter. 85 personer omkom i översvämningen.                                                                            | [ 68 ]        |
| 10                  | Stormen Ada              | 1969-09-22    | Västsverige                    | Stormen "Ada" svepte in över den svenska västkusten på måndagsmorgonen den 22 september 1969 och nådde orkanstyrka i byarna mellan klockan 10 och 14. 10 personer omkom och minst 200 personer fick uppsöka sjukhus till följd av stormen. | [ 69 ]        |
| 9+11                | Orkanen Gudrun           | 2005-01-08/09 | Sydsverige                     | Gudrun var en kraftig orkan som drog in över Sydsverige den 8–9 januari 2005 och enorma mängder skog knäcktes som tändstickor. Nio personer omkom och 11 stycken under röjningsarbetet efter orkanen.                                      | [ 70 ] [ 71 ] |

## Pandemier
| Antal döda svenskar      | Namn                   | Datum     | Plats   | Beskrivning | Referens |
| ------------------------ | ---------------------- | --------- | ------- | --- | -------- |
| 225 000–500 000          | Digerdödens första våg | 1350      | Sverige | Digerdödens första våg i Sverige, 30–66% av Sveriges dåvarande befolkning dog. | [ 72 ]   |
| 37 573 (troligtvis fler) | Spanska sjukan         | 1918-1920 | Sverige | I Sverige dog 37 573 personer i influensa under åren 1918-1920 enligt den officiella statistiken. | [ 73 ]   |
| 37 000                   | Kolera                 | 1834-1874 | Sverige | Mellan 1834 och 1874 dog runt 37 000 människor i Sverige av kolera. | [ 74 ]   |
| 20 000                   | Covid-19               | 2020-2022 | Sverige | Minst 20 006 personer har dött i Covid-pandemin fram till 2022. | [ 75 ]   |
| 2 400                    | Aids                   | 1983-2014 | Sverige | I Sverige har till och med december 2014 ca 2 400 personer rapporterats avlidna sedan HIV/Aids blev anmälningspliktigt, men då dödsfall inte är obligatoriskt att anmäla föreligger troligen viss underrapportering. | [ 76 ]   |
| 1 050                    | Asiaten                | 1957-58   | Sverige | "Asiaten" drog in över Sverige 1957-1958 och i hela landet avled närmare 1 050. | [ 77 ]   |
| 500                      | Hongkonginfluensan     | 1968-69   | Sverige | 300 000 smittade fall bekräftats. Antalet döda inte fastställats exakt men det ska inte vara mer än 500. | [ 77 ]   |

## Strukturella olyckor
| Antal döda svenskar | Namn                                     | Datum      | Plats                  | Beskrivning | Referens      |
| ------------------- | ---------------------------------------- | ---------- | ---------------------- | --- | ------------- |
| 18                  | Sandöbron-raset                          | 1939-08-31 | Ångermanälven, Sverige | Den första Sandöbron rasade under bygget. Strax efter det att gjutningen påbörjats kollapsade valvstommen varvid 18 arbetare omkom.    | [ 78 ]        |
| 15                  | Takraset i Hofors                        | 1895-02-08 | Hofors, Sverige        | Vid valsverket i Hofors rasade taket in och dödade 15 arbetare.                                                                        | [ 79 ]        |
| 8                   | Tjörnbrokatastrofen                      | 1980-01-18 | Almöbron, Sverige      | Almöbron som förbinder Tjörn med fastlandet rasade efter att bulkfartyget Star Clipper rammat brospannet.                              | [ 80 ]        |
| 5                   | Byggarbetsplatsolyckan i Sundbyberg 2023 | 2023-12-11 | Sundbyberg, Sverige    | Vid ett husbygge i Sundbyberg rasade en hisskorg till marken från cirka 20 meters höjd, i korgen färdades fem arbetare som alla omkom. | [ 81 ] [ 82 ] |

## Svältkatastrofer
| Antal döda svenskar | Namn                   | Datum      | Plats   | Beskrivning | Referens |
| ------------------- | ---------------------- | ---------- | ------- | --- | -------- |
| 100 000             | Missväxtår             | 1770-talet | Sverige | | [ 83 ]   |
| 10 000              | Missväxtåren 1867-1869 | 1867-1869  | Sverige | Missväxt som drabbade Finland och norra Sverige. Dåliga skördar och ojämn fördelning av livsmedlen ledde till att den fattiga befolkningen, främst i Norrland, dog i tusental. | [ 83 ]   |

## Trafikolyckor
| Antal döda svenskar | Namn                      | Datum      | Plats              | Beskrivning | Referens |
| ------------------- | ------------------------- | ---------- | ------------------ | --- | -------- |
| 16                  | Måbødalolyckan            | 1988-08-15 | Måbøtunneln, Norge | En buss med barn och föräldrar från Kvarnbackaskolan i Kista kraschar mot en bergvägg i Måbødalen, 18 mil från Bergen. 16 människor dör, varav 12 barn, och 19 skadas.                  | [ 84 ]   |
| 15                  | Bussolyckan utanför Axamo | 1976-02-16 | Axamo, Sverige     | Den svåraste trafikolyckan i Sverige i modern tid inträffade utanför Axamo, Jönköping med 15 döda och 28 skadade. Ett överhettat däck orsakade en bussbrand.                            | [ 85 ]   |
| 14                  | Bussolyckan i Österrike   | 1965-03-02 | Österrike          | 14 svenska skolungdomar på vintersportlov omkommer då bussen de färdas i sveps med i en lavin.                                                                                          | [ 86 ]   |
| 11                  | Essingebroolyckan         | 1948-11-24 | Stockholm, Sverige | AB Stockholms Spårvägars trådbuss på linje 96 kolliderade med en lastbil lastad med betongplattor som var på väg i motsatt riktning. Bussen körde av Essingebron och 11 personer omkom. | [ 87 ]   |

## Övriga olyckor
| Antal döda svenskar | Namn                     | Datum                      | Plats                | Beskrivning | Referens      |
| ------------------- | ------------------------ | -------------------------- | -------------------- | --- | ------------- |
| 3000+               | Katastrofen på Öjfjället | 1718                       | Öjfjället, Sverige   | Svenska arméns tillbakatåg över Tydalsfjällen i Tröndelag på nyåret 1719, där cirka 3 000 av de karoliner som deltagit i Karl XII:s andra fälttåg mot Norge 1718 frös ihjäl. | [ 88 ] [ 89 ] |
| 20                  | Kristina Nilsson-olyckan | 1885-09-23                 | Grand Hôtel, Sverige | 20 personer omkom i en trängselolycka som inträffade utanför Grand Hôtel i Stockholm då sopranen Kristina Nilsson sjöng från hotellets balkong.                              | [ 90 ]        |
| 9–11                | Gysingevargen            | 1820-12-30 till 1821-03-27 | Gysinge, Sverige     | Nio personer i åldrarna mellan 3 och 18 dödades av en varg åren 1820–1821.                                                                                                   | [ 91 ]        |